# Rosmerta
Rosmerta je bila galsko-rimska boginja plodnosti in obilja. Dokazana je na kipih in napisih. V Galiji so jo pogosto upodabljali skupaj z rimskim bogom Merkurjem kot njenim možem, včasih pa tudi samostojno. 

## Ime
Ime Rosmerta je galsko in se analizira kot ro-smert-a. Beseda smert pomeni »skrbnik« ali »skrbnica« in se je najde tudi v drugih galskih imenih, kot so Ad-smerio, Smertu-litani, Smerius (Σμερο), Smertae, Smertus in drugih. Ro- je modifikator, ki pomeni »zelo«, »velik« ali »najbolj«, in se ga najde v besedah ro-bili (»najboljši«) ali ro-cabalus (»velik konj«). Končnica -a je tipično obrazilo imenovalnika ednine samostalnikov ženskega spola. Ime Rosmerta torej pomeni »Velika skrbnica«.

## Ikonografija
Relief iz Autuna (starodavni Augustodunum, prestolnica civitasa keltskih Edujev) prikazuje Rosmerto in Merkurja, ki sedita skupaj kot božanski par. Rosmerta drži rog izobilja, Merkur pa patero. 
Na nizkem reliefu iz Eisenberga je par upodobljen podobno. Rosmerta je potrjena z napisom. V desni roki drži mošnjo, v levi pa patero. 
Na pariških kipih, ki prikazujejo par, Rosmerta drži rog izobilja in košaro s sadjem. 
Rosmerta sama je prikazana na bronastem kipu iz Fins d'Annency (Haute-Savoie), kjer sedi na skali z mošnjo v roki in, kar je nenavadno, na glavi ima Merkurjeva krila. Na kamnitem nizkem reliefu iz Escolives-Sainte-Camille drži tako patero kot rog izobilja.

## Napisi
Jufer in Luginbühl sta popisala sedemindvajset napisov z njenim imenom. Napise sta odkrila v Franciji, Nemčiji in Luksemburgu na ozemlju, ki ustreza predvsem rimskima provincama Belgijska Galija in Gornja Germanija. Znana sta še dva druga napisa, eden iz rimske Dakije.
Napis iz Metza je posvetilo (votum) Merkurju in Rosmerti. Napis iz Eisenberga je delo dekuriona po izpolnitvi zaobljube božanskemu paru. 
Na dveh napisih, obeh iz Belgijske Galije, ima Rosmerta epitet sacra, sveta. Daljši napis iz Wasserbilliga v  Belgijski Galiji povezuje božanski par s posvetitvijo svetišča (aedes) in "gostoljubnimi" obredi, ki jih je treba obhajati.